# تشيزاري برامبيا
تشيزاري برامبيا (بالإيطالية: Cesare Brambilla)‏ هو دراج إيطالي، ولد في 22 سبتمبر 1882 في Bernareggio ‏ في إيطاليا، وتوفي في 3 مارس 1954 في ميلانو في إيطاليا.

## وصلات خارجية
- تشيزاري برامبيا على موقع أرشيف الدراجات (الإنجليزية)
- تشيزاري برامبيا على موقع إحصائيات الدراجات الإحترافية (الإنجليزية)
- تشيزاري برامبيا على موقع CycleBase (الإنجليزية)